# Elementos del grupo 3
| Grupo -> | 3      |
| Periodo  |        |
| 4        | 21 Sc  |
| 5        | 39 Y   |
| 6        | 71 Lu  |
| 7        | 103 Lr |
|          |        |

El Grupo 3 es el primer grupo de metales de transición de la tabla periódica. Este grupo está estrechamente relacionado con los elementos de tierras raras. Aunque existe cierta controversia en cuanto a la composición y ubicación de este grupo, en general los estudiosos de la materia coinciden en que este grupo contiene los cuatro elementos escandio (Sc), itrio (Y), lutecio (Lu), y Laurencio (Lr). El grupo también se denomina grupo del escandio o familia del escandio por su miembro más ligero. Este grupo es el primero de los metales de transición.
La química de los elementos del grupo 3 es típica de los primeros metales de transición: todos ellos tienen esencialmente sólo el estado de oxidación de +3 como principal, y al igual que los metales precedentes del grupo principal son bastante electropositivos y tienen una química de coordinación menos rica. Tienen gran tendencia a oxidarse y son muy reactivos. Debido a los efectos de la contracción de los lantánidos, el itrio y el lutecio tienen propiedades muy similares. El itrio y el lutecio tienen esencialmente la química de los lantánidos pesados, pero el escandio muestra varias diferencias debido a su pequeño tamaño. Se trata de un patrón similar al de los primeros grupos de metales de transición, en el que el elemento más ligero se distingue de los dos siguientes, muy similares.
Todos los elementos del grupo 3 son metales bastante blandos, de color blanco plateado, aunque su dureza aumenta con el número atómico. Se empañan rápidamente en el aire y reaccionan con el agua, aunque su reactividad queda enmascarada por la formación de una capa de óxido. Los tres primeros se encuentran en la naturaleza, y especialmente el itrio y el lutecio están casi siempre asociados a los lantánidos debido a su química similar. El lawrencio es fuertemente radiactivo: no se da de forma natural y debe producirse por síntesis artificial, pero sus propiedades observadas y predichas teóricamente son consistentes con que sea un homólogo más pesado del lutecio. Ninguno de ellos tiene ninguna función biológica.
Históricamente, a veces el lantano (La) y actinio (Ac) se incluían en el grupo en lugar del lutecio y el actinio, y esta opción aún se encuentra comúnmente en los libros de texto. Se han propuesto y utilizado algunos compromisos entre las dos opciones principales, que implican la reducción del grupo a escandio e itrio solamente, o la inclusión de los 30 lantánidos y actínidos en el grupo también.

## Historia

### Descubrimientos de los elementos
El descubrimiento de los elementos del grupo 3 está inextricablemente ligado al de los tierras raras, con los que están universalmente asociados en la naturaleza. En 1787, el químico sueco a tiempo parcial Carl Axel Arrhenius encontró una pesada roca negra cerca del pueblo sueco de Ytterby, Suecia (parte del Archipiélago de Estocolmo). Pensando que era un mineral desconocido que contenía el elemento recién descubierto tungsteno, lo denominó ytterbita. El científico finlandés Johan Gadolin identificó un nuevo óxido o «tierra» en la muestra de Arrhenius en 1789, y publicó su análisis completo en 1794; en 1797, el nuevo óxido fue denominado itria. En las décadas posteriores a que el científico francés Antoine Lavoisier desarrollara la primera definición moderna de elemento químico, se creía que las tierras podían reducirse a sus elementos, lo que significaba que el descubrimiento de una nueva tierra equivalía al descubrimiento del elemento que contenía, que en este caso habría sido el itrio. Hasta principios de la década de 1920, se utilizaba el símbolo químico «Yt» para el elemento, después de lo cual «Y» pasó a ser de uso común. El itrio metálico, aunque impuro, se preparó por primera vez en 1828 cuando Friedrich Wöhler calentó  anhidro con potasio para formar itrio metálico y cloruro de potasio. De hecho, la itria de Gadolin resultó ser una mezcla de muchos óxidos metálicos, que inició la historia del descubrimiento de las tierras raras.
En 1869, el químico ruso Dmitri Mendeléyev publicó su tabla periódica, que tenía un espacio vacío para un elemento por encima del itrio. Mendeleev hizo varias predicciones sobre este hipotético elemento, al que llamó eka-boro. Para entonces, la itria de Gadolin ya había sido dividida varias veces; primero por el químico sueco Carl Gustaf Mosander, que en 1843 había dividido dos tierras más a las que llamó terbia y erbia (dividiendo el nombre de Ytterby igual que se había dividido la itria); y luego en 1878 cuando el químico suizo Jean Charles Galissard de Marignac dividió la terbia y la erbia a su vez en más tierras. Entre ellas estaba la iterbia (un componente de la antigua erbia), que el químico sueco Lars Fredrik Nilson dividió con éxito en 1879 para revelar otro elemento nuevo. Lo llamó escandio, del latín Scandia que significa «Escandinavia». Al parecer, Nilson no estaba al tanto de la predicción de Mendeleev, pero Per Teodor Cleve reconoció la correspondencia y se lo notificó a Mendeleev. Los experimentos químicos sobre el escandio demostraron que los elementos predichos por Sugerencias de Mendeleev eran correctos; junto con el descubrimiento y la caracterización del galio y el germanio, esto demostró la corrección de toda la tabla periódica y la ley periódica. El escandio metálico se produjo por primera vez en 1937 por electrólisis de una mezcla eutéctica, a 700-800 °C, de potasio, litio y cloruro de escandio. El escandio existe en los mismos minerales de los que se había descubierto el itrio, pero es mucho más raro y probablemente por esa razón había eludido su descubrimiento.
El componente restante de la iterbia de Marignac también resultó ser un compuesto. En 1907, el científico francés Georges Urbain, El mineralogista austriaco Barón Carl Auer von Welsbach, y el químico estadounidense Charles James descubrieron de forma independiente un nuevo elemento dentro de la iterbia. Welsbach propuso el nombre de cassiopeium para su nuevo elemento (en honor a Cassiopeia), mientras que Urbain eligió el nombre de lutecium (del latín Lutetia, por París). La disputa sobre la prioridad del descubrimiento está documentada en dos artículos en los que Urbain y von Welsbach se acusan mutuamente de publicar resultados influidos por las investigaciones publicadas del otro. En 1909, la Comisión de la Masa Atómica, responsable de la atribución de los nombres de los nuevos elementos, concedió prioridad a Urbain y adoptó sus nombres como oficiales. Un problema evidente de esta decisión fue que Urbain era uno de los cuatro miembros de la comisión. En 1949, la ortografía del elemento 71 se cambió a lutecio. Los trabajos posteriores relacionados con los intentos de Urbain de dividir aún más su lutecio revelaron, sin embargo, que éste sólo contenía trazas del nuevo elemento 71, y que sólo el casiopeo de von Welsbach era el elemento 71 puro. Por esta razón, muchos científicos alemanes siguieron utilizando el nombre de casiopeo para el elemento hasta la década de 1950. Irónicamente, Charles James, que se había mantenido modestamente al margen de la discusión sobre la prioridad, trabajó a una escala mucho mayor que los demás, y sin duda poseía el mayor suministro de lutecio de la época. El lutecio fue la última de las tierras raras estables en ser descubierta. Más de un siglo de investigación había dividido el itrio original de Gadolin en itrio, escandio, lutecio y otros siete elementos nuevos.
El lutecio es el único elemento del grupo que no se da de forma natural. Fue sintetizado por primera vez por Albert Ghiorso y su equipo el 14 de febrero de 1961, en el Laboratorio de Radiación Lawrence (ahora llamado Laboratorio Nacional Lawrence Berkeley) de la Universidad de California en Berkeley, California, Estados Unidos. Los primeros átomos de lawrencio se produjeron bombardeando un blanco de tres miligramos formado por tres isótopos del elemento californio con boro-10 y boro-11 núcleo del Acelerador Lineal de Iones Pesados (HILAC). El nucleído 257103 fue inicialmente reportado, pero posteriormente fue reasignado al 258103. El equipo de la Universidad de California sugirió el nombre lawrencium (en referencia a  Ernest O. Lawrence, el inventor del acelerador de partículas ciclotrón) y el símbolo «Lw», para el elemento nuevo, sin embargo «Lw» no fue adoptado, y en cambio se aceptó la designación oficial «Lr». Los físicos nucleares en Dubna, Unión Soviética (actualmente Rusia), informaron en 1967 que no habían podido confirmar los datos de los científicos norteamericanos referentes al 257103. Dos años antes, el equipo de  Dubna había informado sobre el 256103. En 1992, el Grupo de Trabajo Trans-fermium de IUPAC reconoció oficialmente el elemento 103, y confirmó su nombre como lawrencium, con el símbolo «Lr», y nombró a los grupos de físicos nucleares de Dubna y Berkeley como codescubridores del lawrencium.

### Disputa sobre la composición
Históricamente, los elementos de tierras raras dieron muchos problemas a la tabla periódica. En 1871, el químico ruso Dmitri Mendeleev (inventor de la tabla periódica) intentó colocarlos en los mismos grupos que otros elementos, pero una mayor investigación de las tierras raras dejó en claro que no mostraban las valencias necesarias para esos elementos. colocaciones para tener sentido. En 1902, el químico checo Bohuslav Brauner sugirió que todas las tierras raras pertenecían a un lugar en la tabla periódica: llamó a esto la «hipótesis del asteroide», ya que justo entre Marte y Júpiter hay un cinturón de asteroides en lugar de un planeta, por lo que debajo del itrio estarían todos los lantánidos en lugar de un solo elemento.
Con las mediciones de la configuración electrónica en fase gaseosa en estado fundamental de los elementos, y su adopción como base para la colocación en la tabla periódica, la forma más antigua del grupo 3 que contiene escandio, itrio, lantano, y actinio ganó prominencia en la década de 1940. Las configuraciones del estado fundamental de cesio, bario y lantano son [Cs]6s1, [Ba]6s2 y [La]5d 16s2. El lantano emerge así con un electrón de diferenciación 5d y, por este motivo, se consideró que estaba en el grupo 3 como el primer miembro del bloque d para el período 6. Entonces se observó un conjunto superficialmente consistente de configuraciones electrónicas para el grupo 3: escandio [Sc]3d14s2, itrio [Y]4d15s2, lantano [La]5d16s2 y actinio [Ac]6d17s2. Aún en el período 6, el iterbio fue erróneamente asignado una configuración electrónica  [Yb]4f135d16s2 y el lutecio [Lu]4f145d16s2, lo cual sugería que el lutecio era el último elemento del bloque f. Este formato resulta en que el bloque f se encuentra entre los grupos 3 y 4 a los cuales divide del bloque d.

## Elementos
Como otros grupos de elementos del bloque d, el grupo 3 debería contener 4 elementos, pero no hay un consenso sobre cuáles debería comprender.
- Aceptados:
  - Escandio (21)
  - Itrio (39)
- Discutidos:
  - Lantano (57) o Lutecio (71)
  - Actinio (89) o Lawrencio (103)

Elementos del grupo 3
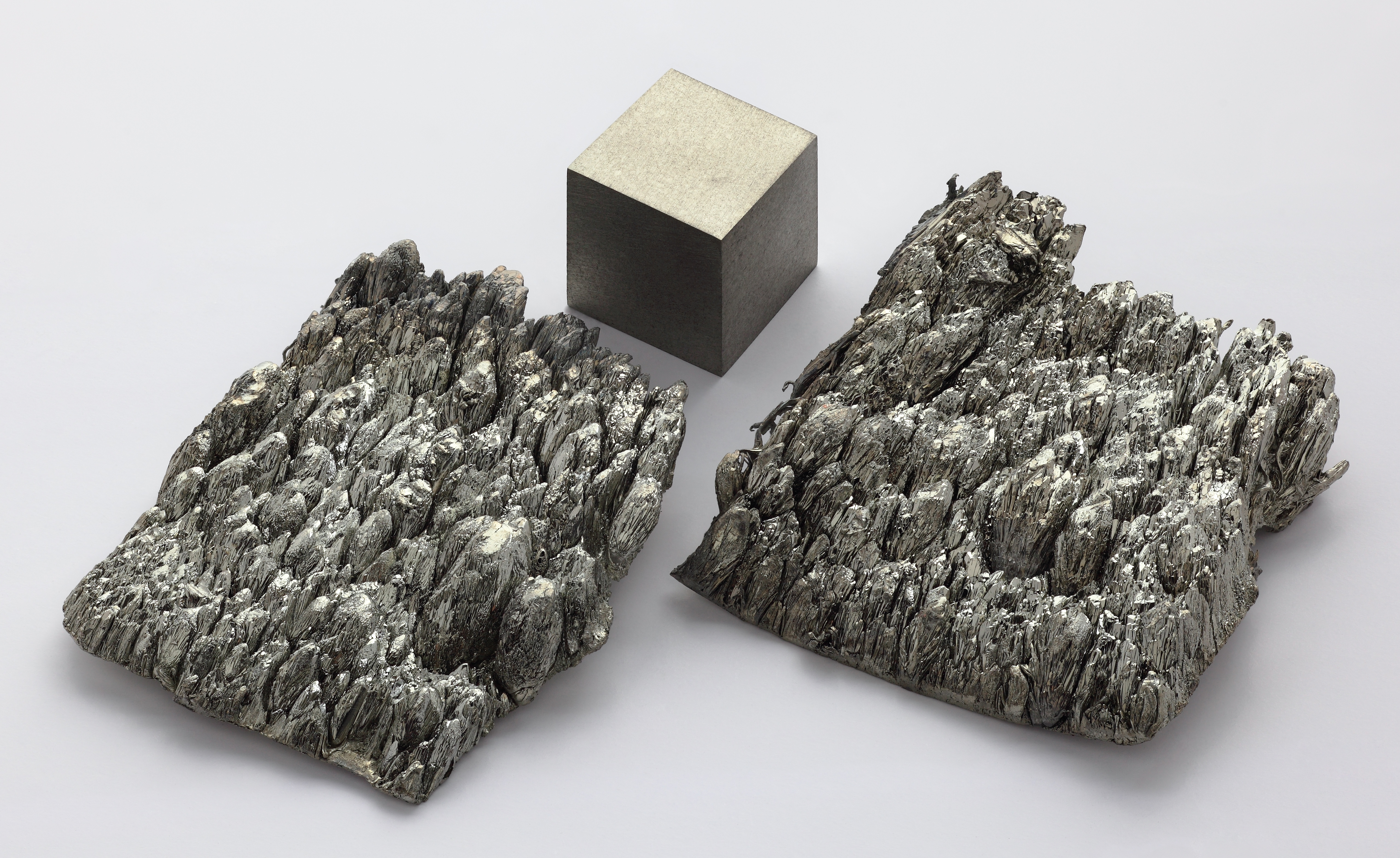
Escandio (21)
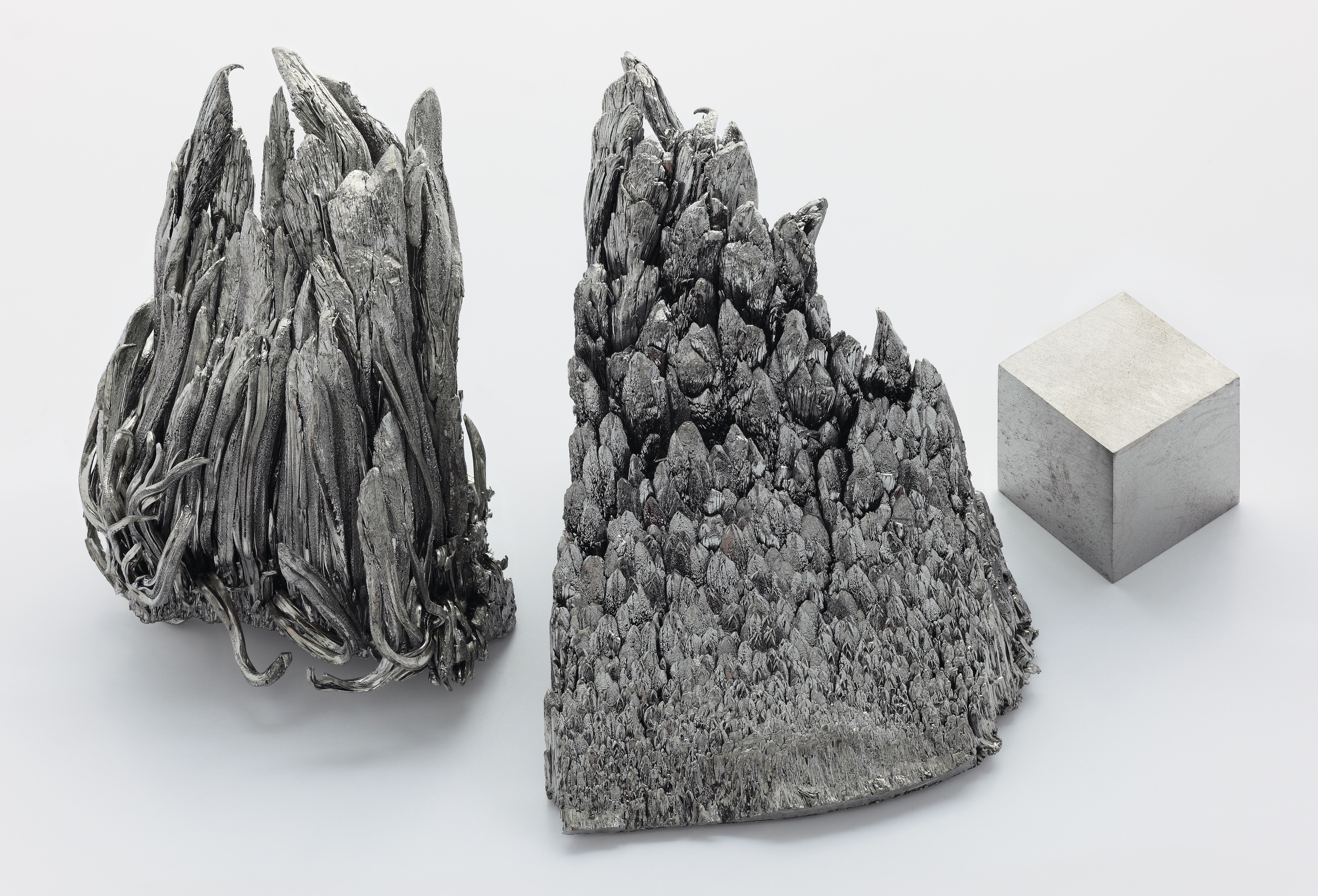
Itrio (39)
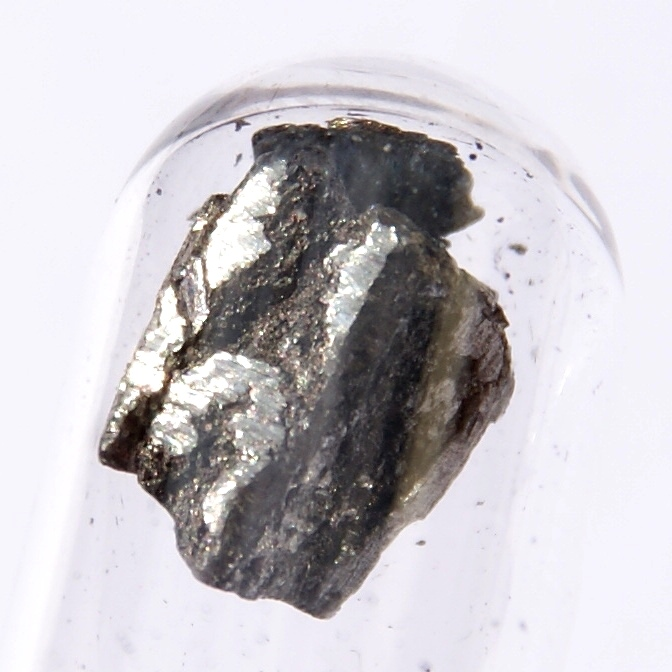
Lantano (57)
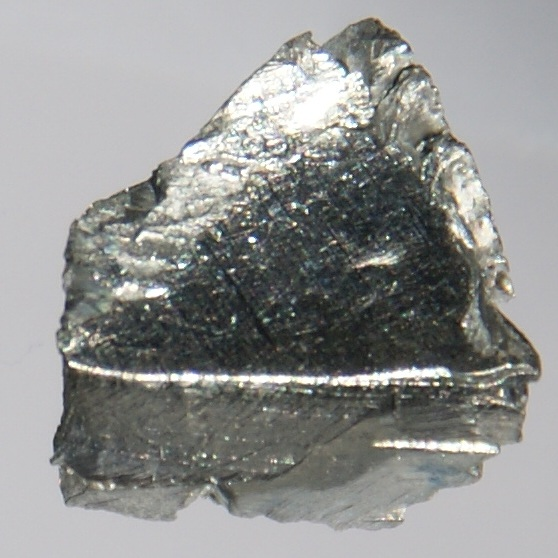
Lutecio (71)

## Características

### Químicas
| Configuración electrónica de los elementos del grupo 3 | Configuración electrónica de los elementos del grupo 3 | Configuración electrónica de los elementos del grupo 3 | Configuración electrónica de los elementos del grupo 3 |
| Z                                                      | Elemento                                               | Configuración electrónica                              | Configuración electrónica                              |
| ------------------------------------------------------ | ------------------------------------------------------ | ------------------------------------------------------ | ------------------------------------------------------ |
| 21                                                     | Sc, Escandio                                           | 2, 8, 9, 2                                             | [Ar] 3d1 4s2                                           |
| 39                                                     | Y, Itrio                                               | 2, 8, 18, 9, 2                                         | [Kr] 4d1 5s2                                           |
| 71                                                     | Lu, Lutecio                                            | 2, 8, 18, 32, 9, 2                                     | [Xe] 4f14 5d1 6s2                                      |
| 103                                                    | Lr, Lawrencio                                          | 2, 8, 18, 32, 32, 8, 3                                 | [Rn] 5f14 6d0 7s2 7p1                                  |

Al igual que otros grupos, los miembros de esta familia muestran patrones en sus configuraciones electrónicas, especialmente en las cáscaras más externas, lo que da lugar a tendencias en el comportamiento químico. Debido a la efectos relativistas que se vuelven importantes para números atómicos altos, la configuración del lawrencio tiene una ocupación irregular 7p en lugar de la esperada 6d, pero la configuración regular [Rn]5f146d17s2 resulta tener una energía lo suficientemente baja como para que no tenga o se espere  una diferencia significativa con el resto del grupo.
La mayor parte de la química se ha observado sólo para los tres primeros miembros del grupo; las propiedades químicas del lawrencio no están bien caracterizadas, pero lo que se conoce y predice coincide con su posición como homólogo más pesado del lutecio. Los restantes elementos del grupo (escandio, itrio, lutecio) son bastante electropositivos. Son metales reactivos, aunque esto no es obvio debido a la formación de una capa de óxido estable que impide otras reacciones. Los metales se queman fácilmente para dar los óxidos, que son sólidos blancos de alta fusión. Suelen oxidarse hasta el estado de oxidación +3, en el que forman compuestos mayoritariamente iónicos y tienen una química acuosa mayoritariamente catiónica. De esta manera son similares a los lantánidos, si bien no involucran a los orbitales f que caracterizan la química de los elementos lantánidos 4f hasta el iterbio. Los elementos estables del grupo 3 por lo tanto a menudo son agrupados con los elementos 4f en las denominadas tierras raras.
Las propiedades estereotípicas de los metales de transición están en su mayoría ausentes en este grupo, al igual que en los elementos más pesados de los grupos 4 y 5: sólo hay un estado de oxidación típico y la química de coordinación no es muy rica (aunque son comunes los números de coordinación altos debido al gran tamaño de los iones M3+). Dicho esto, se pueden preparar compuestos de bajo estado de oxidación y se conoce cierta química del ciclopentadienilo. Así pues, las químicas de los elementos del grupo 3 se distinguen principalmente por sus radios atómicos: el itrio y el lutecio son muy similares, pero el escandio destaca por ser el menos básico y el mejor acomplejante, acercándose al aluminio en algunas propiedades. Naturalmente, ocupan su lugar junto con las tierras raras en una serie de elementos trivalentes: el itrio actúa como tierra rara intermedia entre el disprosio y el holmio en basicidad; el lutecio como menos básico que los elementos 4f y el menos básico de los lantánidos; y el escandio como tierra rara menos básica que incluso el lutecio. El óxido de escandio es anfótero; el óxido de lutecio es más básico (aunque puede hacerse con dificultad que muestre algunas propiedades ácidas), y el óxido de itrio es más básico aún. Las sales con ácidos fuertes de estos metales son solubles, mientras que las de ácidos débiles (por ejemplo, fluoruros, fosfatos, oxalatos) son poco solubles o insolubles.

### Físicas
Las tendencias del grupo 3 siguen las de los otros grupos tempranos del bloque d y reflejan la adición de una cáscara f rellena en el núcleo al pasar del quinto al sexto período. Por ejemplo, el escandio y el itrio son metales blandos. Pero debido a la contracción de los lantánidos, el aumento esperado en el radio atómico del itrio al lutecio queda de hecho más que anulado; los átomos de lutecio son ligeramente más pequeños que los de itrio, pero son más pesados y tienen una mayor carga nuclear. Esto hace que el metal sea más denso, y también más duro porque la extracción de los electrones del átomo para formar enlace metálico se hace más difícil. Los tres metales tienen puntos de fusión y ebullición similares. Se sabe muy poco sobre el lawrencio, pero los cálculos sugieren que sigue la tendencia de sus congéneres más ligeros hacia el aumento de la densidad.
El escandio, el itrio y el lutecio cristalizan en la estructura hexagonal compacta a temperatura ambiente, y se espera que el lawrencio haga lo mismo. Se sabe que los miembros estables del grupo cambian de estructura a alta temperatura. En comparación con la mayoría de los metales, no son muy buenos conductores del calor y la electricidad debido al bajo número de electrones disponibles para el enlace metálico.
| Nombre              | Sc, escandio    | Y, itrio        | Lu, lutecio     | Lr, lawrencio   |
| ------------------- | --------------- | --------------- | --------------- | --------------- |
| Punto de fusión     | 1814 K, 1541 °C | 1799 K, 1526 °C | 1925 K, 1652 °C | 1900 K, 1627 °C |
| Punto de ebullición | 3109 K, 2836 °C | 3609 K, 3336 °C | 3675 K, 3402 °C | ?               |
| Densidad            | 2.99 g·cm−3     | 4.47 g·cm−3     | 9.84 g·cm−3     | ? 14.4 g·cm−3   |
| Aspecto             | plata metálico  | plata blanco    | plata gris      | ?               |
| Radio atómico       | 162 pm          | 180 pm          | 174 pm          | ?               |

## Propiedades
- Son reactivos
- Conducen la electricidad